# 黄建中 (清朝知县)
黃建中（？—？），字懋德，號容齋，陝西西安府咸寧縣人，清朝政治人物。

## 生平
雍正十三年（1735年）拔貢，乾隆元年（1736年）授震澤縣知縣，二年（1737年）調嘉定縣知縣，歷任無錫縣、吳縣、元和縣、長洲縣、陽湖縣知縣，升海州直隸州知州，未到任而卒。